# Forstera daviesae
Genre
Synonymes
- Toddiana Forster, 1988 nec Kiriakoff, 1973
- Queenslandiana Özdikmen, 2009

Espèce
Synonymes
- Toddiana daviesae Forster, 1988

Forstera daviesae, unique représentant du genre Forstera, est une espèce d'araignées aranéomorphes de la famille des Cyatholipidae.

## Distribution
Cette espèce est endémique du Queensland en Australie.

## Description
Les spécimens de Forstera daviesae décrits par Griswold en 2001 mesurent de 1,54 à 2,13 mm.

## Publications originales
- Forster, 1988 : The spiders of New Zealand: Part VI. Family Cyatholipidae. Otago Museum Bulletin., vol. 6, p. 7-34.
- Koçak & Kemal, 2008 : New synonyms and replacement names in the genus group taxa of Araneida. Centre for Entomological Studies Miscellaneous Papers, no 139-140, p. 1-4 (texte intégral).